# Samuel Sitgreaves

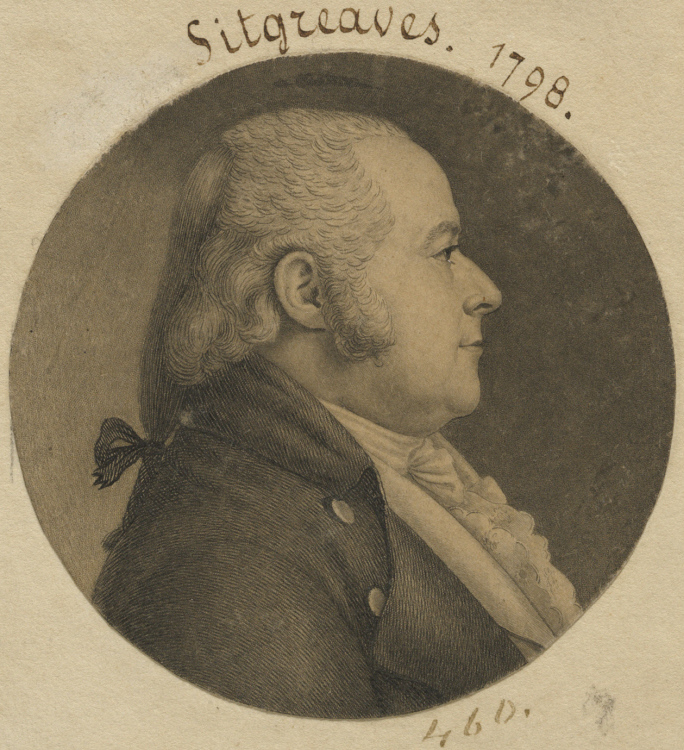
Samuel Sitgreaves

Samuel Sitgreaves (* 16. März 1764 in Philadelphia, Province of Pennsylvania; † 4. April 1827 in Easton, Pennsylvania) war ein US-amerikanischer Politiker. Zwischen 1795 und 1798 vertrat er den Bundesstaat Pennsylvania im US-Repräsentantenhaus.

## Werdegang
Samuel Sitgreaves genoss eine gute Schulausbildung. Nach einem anschließenden Jurastudium und seiner 1783 erfolgten Zulassung als Rechtsanwalt begann er in Philadelphia in diesem Beruf zu arbeiten. Im Jahr 1790 war er Delegierter auf einem Verfassungskonvent des Staates Pennsylvania. Politisch wurde er Mitglied der Ende der 1790er Jahre von Alexander Hamilton gegründeten Föderalistischen Partei.
Bei den Kongresswahlen des Jahres 1794 wurde Sitgreaves im neu eingerichteten vierten Wahlbezirk von Pennsylvania in das damals noch in Philadelphia tagende US-Repräsentantenhaus gewählt, wo er am 4. März 1795 sein Mandat antrat. Nach einer Wiederwahl konnte er bis zu seinem Rücktritt im Jahr 1798 im Kongress verbleiben. Er war einer der Abgeordneten, die mit der Durchführung des Amtsenthebungsverfahrens gegen US-Senator William Blount betraut waren.
Im Jahr 1798 wurde Samuel Sitgreaves amerikanischer Bevollmächtigter bei Verhandlungen in Großbritannien. Dabei ging es um gegenseitige finanzielle Ansprüche, die sich aus der amerikanischen Revolution ergaben. Zwischen 1816 und 1819 war er Kämmerer im Northampton County. Ansonsten praktizierte er wieder als Anwalt. Von 1815 bis zu seinem Tod war er auch Präsident der Easton Bank. Er starb am 4. April 1827 in Easton.